# تلویزیون اهل بیت
شبکه‌ اهل بیت، یک کانال تلویزیونی ماهواره‌ای بود که بنا بر اعلام رسمی شبکه، غیرانتفاعی و از شهر سن دیگو در ایالت کالیفرنیای آمریکا ، به پخش برنامه می‌پرداخت. این کانال تلویزیونی، توسط حسن اللهیاری، روحانی شیعه‌ افغانستانی رونمایی شد و به صورت محدود برنامۀ زنده‌ تولید می‌کرد و دارای کانال‌های فارسی و عربی بود. کانال ماهواره‌ای شبکه بعد از مدتی تعطیل شد و در حال حاضر دارای پخش زنده در فضای مجازی مانند یوتیوب، تیک‌تاک، فیس‌بوک و اینستاگرام در چهار زبان فارسی، عربی، انگلیسی و اردو می‌باشد. 
این شبکه در میان شیعیان، موافقان و مخالفانی داشت زیرا از نظر روحانیون، نقد‌های شبکه به صحابه مخصوصا ابوبکر، عمر و عایشه باعث تفرقه در میان امت اسلامی می‌شد. و مخالفانی نیز بخاطر نقد ولایت فقیه و جمهوری اسلامی ایران داشت. اللهیاری در حوزه علمیه نجف و حوزه علمیه قم دروس عالی حوزوی خود را طی کرده و مراجعی چون محمداسحاق فیاض در نجف و حسین وحید خراسانی در قم و سایر فقهای مذهب شیعه نیز شرکت داشته‌‌ است. 
او این شبکه را در آمریکا راه‌اندازی کرد، که دارای یک دفتر در قم بود و در اصفهان و مشهد نیز دفاتری داشت که در اسفند ۱۳۸۹ توسط دادگاه ویژه‌ی روحانیت، به اتهام رفتار مغایر با وحدت شیعه و سنی بسته شد و همچنین سیدمجید نبوی و هاشم‌زاده دو طلبه در اصفهان به دلیل همکاری با این شبکه بازداشت شدند.

## مواضع
بعضی از روحانیانی که از طرفداران ولایت فقیه و نظام ایران هستند، با او مناظره کرده‌اند. او نیز به‌طور مستقیم در برنامه‌های زنده با مخالفان تماس می‌گیرد و از آنها دعوت به مناظره می‌کند.
از جمله دیدگاه‌های این شبکه:
1. ترویج تشیّع با محوریت مظاهری چون ولایت اهل بیت و اعلان برائت از دشمنان ایشان که همان تولی و تبری است، و اعتقاد نداشتن به وحدت میان شیعه و اهل سنت. حجت بودن امام زمان در زمان فعلی و اینکه ولایت فقیه و مراجع هیچ‌گونه ولایتی از اهل بیت ندارند جز بیان کلام و روایات آن‌ها بدون دخل و تصرف و کلام مراجع و مجتهدین هرگز حجتی بر شیعیان نیست و با اطاعت از کلام آنها، بر شیعیان برائت ضمه حاصل نمی‌شود.
2. انتقاد شدید این شبکه توسط مجری آن با ارائه اسناد و مدارک معتبر از مخالفان که متوجه تمامی اهل سنت است، به طوری که او با استناد به کتب خود اهل سنت، مواضع و عقاید آن‌ها را رد می‌کند و با برهان و استدلال از کتب آنها سه خلیفهٔ بعد از رسول خداوند را غاصب می‌داند و مذهب آن‌ها را به‌طور مستند باطل اعلام می‌کند و با اشاره به سخنان پیامبر عمری‌ها را اهل بدعت می‌نامد و شیعیان را اهل سنت معرفی می‌کند و بارها اعلام کرده‌است اگر کسی از اهل سنت بتواند با دلیل و مدرک مذهب خود را حق ثابت کند شبکه را تعطیل می‌کند و سنی می‌شود.
3. مخالفت شدید با حکومت اسلامی و ولایت فقیه و پس از هر جلسه نیز به سوالات مخالفان با ارجحیت پاسخ می‌دهد و پس از ان نیز با مخالفان به مناظره می پردازد.[۲][۵][۶][۷]
4. رد مسئله مرجعیت و تقلید و اینکه کلام هیچ مجتهدی حتی مراجع هیچ حجیتی ندارد و تنها وظیفه ای که بر عهده مراجع شیعه گذاشته شده ‌است، بیان کلام و روایات پیامبر و امامان شیعه است و آن‌ها بیش از این هیچ حقّی در بیان نظرات خود و بار کردن کلام خود بر احادیث و روایات ندارند و مردم خودشان باید کتب حدیثی را بخوانند و حکم را دربیاورند و همین‌طور با تقلید از مراجع بر شیعیان برائت ضمه حاصل نمی‌شود، مگر اینکه مستضعف در دین باشند و شیعیان در موارد خاص و اختلافی باید با مراجعه به کلام اهل بیت یا راویان واقعی کلام آنها با تعقل و تدبر حکم واقعی را پیدا کنند و زمانی که بر آنها یقین حاصل شد که کلام اهل بیت را یافته‌اند، همین یقین موجب برائت ضمه آنها خواهد شد.
5. ردّ شدید جریان فلسفه و عرفان اسلامی حتی شیعی و بزرگان آن بر اساس مستندات روایی معتبر و قرآنی
6. مخالفت با بیت شیرازی‌ها و مرجعیت آن‌ها[نیازمند منبع]

## حکومت اسلامی
حسن اللهیاری با استناد به قرآن و روایات شیعه، ادعا می‌کند شیعه معتقد است که احکام حکومت اسلامی توسط اهل بیت (در صورتی که پیامبر و امام علی حاکم بوده اند) برای شیعیان بیان نشده‌است و این احکام تا ظهور حجت ‌بن ‌الحسن معطل هستند و از روایات نتیجه می‌گیرد که اهل بیت به دلیل اینکه می‌دانستند شیعه هرگز به حکومت نخواهد رسید نیازی بر بیان این احکام ندیده‌اند. او با ارائه احادیث و اسناد از کتب شیعیان ادعا می‌کند که اگر شرایط برای حکومت شیعیان فراهم شود نه حکومت جهانی بیش از هرکس بر امام زمان واجب است که ظهور کنند و حکومت را به دست گیرند و اصلاً فلسفه انتظار تا ظهور را بر این اساس استوار می‌داند.
وی معتقد است که اگر کسی غیر از امام زمان توان برقراری حکومت شیعه و اجرای احکام اسلامی را داشت دیگر نیازی به وجود او نبود و همان شخص، اسلام را برپا کرده و احکام شیعه را اجرا می‌کرد. وی می گوید حکومت قبل امام زمان طاغوت است و راهشان راه گمراهی است و چون معصوم نیستند و احکام اسلامی حکومت را نمی‌دانند و شرایط نیز برای ان آماده نیست یا به نتیجه نمی‌رسند و نابود می‌شوند و اگر موفق به استقرار حکومت شوند از آن‌ها ظلم فراوان سر زده، بلایای بسیار بر شیعیان نازل خواهد شد و مذهب را در مقابل دیگران بی آبرو کرده و سرانجام نیز نابود خواهند شد و پس از آن مذهب و شیعیانی ضربه خورده، عزیز از دست داده و بلا گرفته باقی خواهد ماند و شیعیان تا سال‌ها توان سر بلند کردن نخواهند داشت و در نتیجه وظیفۀ شیعیان آن است که به احکام بیان شده اسلام عمل کنند، کار کنند، زندگی کنند، خدا را عبادت کنند و منتظر ظهور امام دوازدهم خود مهدی باشند و تا قبل از ظهور او هرگونه حکومت یا قیامی برای تشکیل حکومت باطل است.
وی در فرض اینکه چنانچه به نحوی شیعیان و عالمان آن بر حکومت کنند یا حکومت‌رانی به اقبال آن‌ها بیایند گفته‌ است چون از سوی مذهب مطلبی دربارهٔ حکومت‌داری نیست این شیعیان حق ندارند حکومت خود را به تشیع و اسلام منتسب کنند و حکومت آنها یک حکومت عرفی مثل بقیه حکومت‌هاست و باید سعی کنند شیعیان را برای امور مذهبی و تبلیغ آزاد گذاشته و امکانات در اختیار ایشان قرار بدهند و بهترین راه ترک حکومت است حتی اگر حکومت را «اعوان ظلمه» به عهده بگیرند. با استناد به روایات شیعه وی هیچ گونه حکومتی را تا قبل ظهور مهدی مشروع نمی‌داند امّا از آنجا که امر حکومت ضروری است معتقد است همینکه حکومتی باشد و کمتر ظلم کند و به شیعیان تعدی روا ندارد و شیعه را در امر مذهب خود آزاد بگذارد کفایت می‌کند حتی اگر زمامدار آن غیرمسلمان باشد. وی نظام جمهوری اسلامی را با استناد به روایات شیعه حتی در این حد هم نمی‌داند و بلکه آن را حکومتی «جبار» و «خودساخته» خوانده و از آنجا که ولایت فقیه دارای اختیارات حکومتی معصوم است خلاف واقع و غیرمشروع می‌داند.

## ولایت فقیه
حسن اللهیاری با استناد به قرآن و سنت (کتب شیعیان) ولایت فقیه را باطل گردانیده و اقوال ائمه شیعیان را نقل می‌کند که ادعای ولایت و ولی امر بودن به غیر از معصومین و کسانی که خدا آنها را ولی امر گردانیده باطل و کفر می‌داند و دلائل موافقان ولایت فقیه را و از جمله کتاب ولایت فقیه روح‌الله خمینی و کتاب دراسات فی ولایة الفقیه و فقه الدولة الاسلامیة از حسینعلی منتظری را با استناد به روایات ائمه شیعیان و قرآن باطل کرده‌است. او در برنامه های این شبکه مرتب الفاظی مثل لواط را به خامنه‌ای رهبر جمهوری اسلامی نسبت می دهد و بیان می دارد که برای این حرف خودش سند و مدرک قاطع دارد و عده‌ای از آخوندهایی که در گذشته با خامنه‌ای رابطه نزدیک داشتند و نماز شب شان قضا نمی شود این را به او گفتند. او ولایت فقیه را از اساس باطل می داند و آخوندهای حوزه علمیه قم را خودفروش و مخبر نظام ولایت فقیه می داند.

## عرفان اسلامی
وی تمام جریان تصوف و عرفان اسلامی مصطلح و من‌جمله متخذ از مکتب ابن عربی و عرفان شاعرانی چون مولوی را با استناد به روایات انحرافی و برخلاف راه اهل بیت دانسته و به‌خصوص نظریهٔ عرفانی وحدت وجود را شرک آمیز معرفی می‌کند. عرفای اسلام وحدت وجود را حاصل تبیین نظری و شهود باطنی خود دانسته و معتقدند یگانه مصداق حقیقت وجود، خداست و آنچه غیر او درک می‌شود (عالَم) صرفاً تجلی او هستند. حسن اللهیاری این اعتقاد را شرک آمیز دانسته و صوفیان را به همه‌خدایی، انکار خلقت یا اختلاط مصداقی خالق و مخلوق متهم می‌کند؛ او با ارائه ادلهٔ دینی و مذهبی ادعا کرده که تصوف در تشیع وجود نداشته و کسی که تصوف را که مورد لعن امامان شیعه قرار گرفته را وارد مذهب شیعه کرده، سید حیدر آملی بوده‌است.

## انتقادات و واکنش‌ها

### بستن دفاتر این شبکه در ایران
در سال ۱۳۸۹ دادگاه روحانیت در ایران دفاتر این شبکه را در اصفهان ،قم و مشهد به اتهام آشکار نمودن تفرقه میان شیعه و سنی بست و متعاقب آن برخی از وابستگان به این شبکه بازداشت شدند.